# Peakesia fulvipes
Peakesia fulvipes är en insektsart som beskrevs av Sjostedt 1930. Peakesia fulvipes ingår i släktet Peakesia och familjen gräshoppor. Inga underarter finns listade i Catalogue of Life.